# Zagrebs ärkestift
Zagrebs ärkestift (kroatiska: Zagrebačka nadbiskupija, latin: Archidioecesis Zagrebiensis) är den Romersk-katolska kyrkans centrala ärkestift i Kroatien. Ärkestiftet leds i dag av ärkebiskopen och kardinalen Josip Bozanić. 

## Historia
Zagrebs stift grundades 1093 i Zagreb och var till en början ett stift. Efter ett beslut av kejsaren Frans Josef I av Österrike upphöjdes dess status den 12 oktober 1850 till ärkestift. 

## Lista över biskopar och ärkebiskopar i Zagrebs stift/ärkestift

### Biskopar
Biskopar i Zagrebs stift (1094-1852):
- Duh (ca 1094)
- Bartolomej (ca 1095)
- Singidin (ca 1102)
- Manases (ca 1111)
- Francika (ca 1114-1131)
- Macilin (ca 1134)
- Verblen (ca 1142)
- Gotšald (ca 1156)
- Bernald (ca 1163)
- Prodan (före 1175)
- Ugrin (ca 1175)
- Dominik (ca 1193-1201)
- Gothard (ca 1205-1214)
- Stjepan I (ca 1215-1224)
- Stjepan II Babonić (ca 1225-1247)
- Filip (1247-1262)
- Farkazij (1263)
- Timotej (1263-1287)
- Antun (1287)
- Ivan I (1288-1295)
- Mihalj (1295-1303)
- Augustin Kažotić (1303-1322)
- Jakob I av Korva (1322-1326)
- Ladislav Kobolski (1326-1343)
- Jakob II av Piacenza (1343-1348)
- Dionizije av Laska (1349-1350)
- Nikola I (1350-1356)
- Stjepan III (ca 1356-1374)
- Demetrije I (1376-1378)
- Pavao Horvat (1379-1386)
- Ivan II (1386-1394)
- Ivan III Šipuški (1394-1397)
- Eberhard Alben (1397-1406 och 1410-1419)
- Andrija Scolari (1406-1410)
- Ivan IV Alben (1421-1433)
- Ivan V (ca 1437.)
- Abel Kristoforov Korčulanin (1438)
- Benedikt I av iz Zoll (1440.-1453.)
- Toma av Brenthe (1454-1464)
- Demetrije II Čupor Moslavački (1465)
- Osvald Thuz (1466-1499)
- Luka Baratin (1500-1510)
- Toma II Bakač Erdödy (1511)
- Ivan VI Bakač Erdödy (1511-1518)
- Šimun I Erdödy (1518-1543)
- Nikola II Olah (1543-1548)
- Volfgang Gyulay (1548-1550)
- Pavao II Gregorijanec (1550-1557)
- Matija Bruman (1558-1563)
- Juraj II Drašković (1563-1578)
- Ivan VII Krančić od Moslavine (1578-1584)
- Petar I Herešinečki (1585-1587)
- Gašpar Stankovački (1588-1596)
- Nikola III Stepanić Selnički (1598-1602)
- Šimun II Bratulić (1603-1611)
- Petar II Domitrović (1611-1628)
- Franjo I Hasanović Ergeljski (1628-1637)
- Benedikt II Vinković (1637-1642)
- Martin I Bogdan (1643-1647)
- Petar III Petretić (1648-1667)
- Martin II Borković (1667-1687)
- Aleksandar I Ignacije Mikulić od Brokunovaca (1688-1694)
- Stjepan IV Želišćević od Gacke (1694-1703)
- Martin III Brajković (1703-1708)
- Emerik Eszterházy od Galanthe (1708-1722)
- Juraj II Branjug (1723-1747)
- Franjo II Klobušicki (1748-1751)
- Franjo Thauzy (1751-1769)
- Ivan Krstitelj Paxy (1770-1771)
- Josip Galjuf (1772-1786)
- Maksimilijan Vrhovac (1787-1827)
- Aleksandar II Alagović (1829-1837)
- Juraj III Haulik (1837-1852)

### Ärkebiskopar
Ärkebiskopar i Zagrebs ärkestift (1852-):
- Juraj Haulik (1852-1869)
- Josip Mihalović (1870-1891)
- Juraj Posilović (1894-1914)
- Antun Bauer (1914-1937)
- Alojzije Stepinac (1937-1960)
- Franjo Šeper (1960-1970)
- Franjo Kuharić (1970-1997)
- Josip Bozanić (1997-)